# Claxton (Durham)
Claxton – civil parish w Anglii, w hrabstwie Durham, w dystrykcie (unitary authority) Hartlepool. W 2001 roku civil parish liczyła 25 mieszkańców.